# Salvador Casañas i Pagés
Pour les articles homonymes, voir Casañas et Pagés.
Salvador Casañas i Pagés (né le 18 décembre 1858 à Barcelone et mort le 27 octobre 1908 à Barcelone) est un cardinal espagnol de la fin du XIXe siècle et du début du XXe siècle. 

## Biographie
Casañas est élu évêque titulaire de Ceramus (de) et évêque d'Urgell en 1879. Par cette fonction, il est aussi coprince d'Andorre. Casañas est sénateur pour la province ecclésiastique de Tarragone.
Le pape Léon XIII le crée cardinal lors du consistoire du  29 novembre 1895. Casañas est transféré au diocèse de Barcelone en 1901. Il participe au conclave de 1903, lors duquel Pie X est élu pape.